# Badghis
Badghis ou Bâdghîs est une province du nord-ouest de l'Afghanistan. Son nom signifie en persan "d'où vient le vent". Sa capitale est Qala-I-Naw.
Elle est célèbre pour ses pistachiers sauvages; la cueillette réglementée de la pistache rapporte beaucoup d'argent à ceux qui la pratiquent.

## Géographie

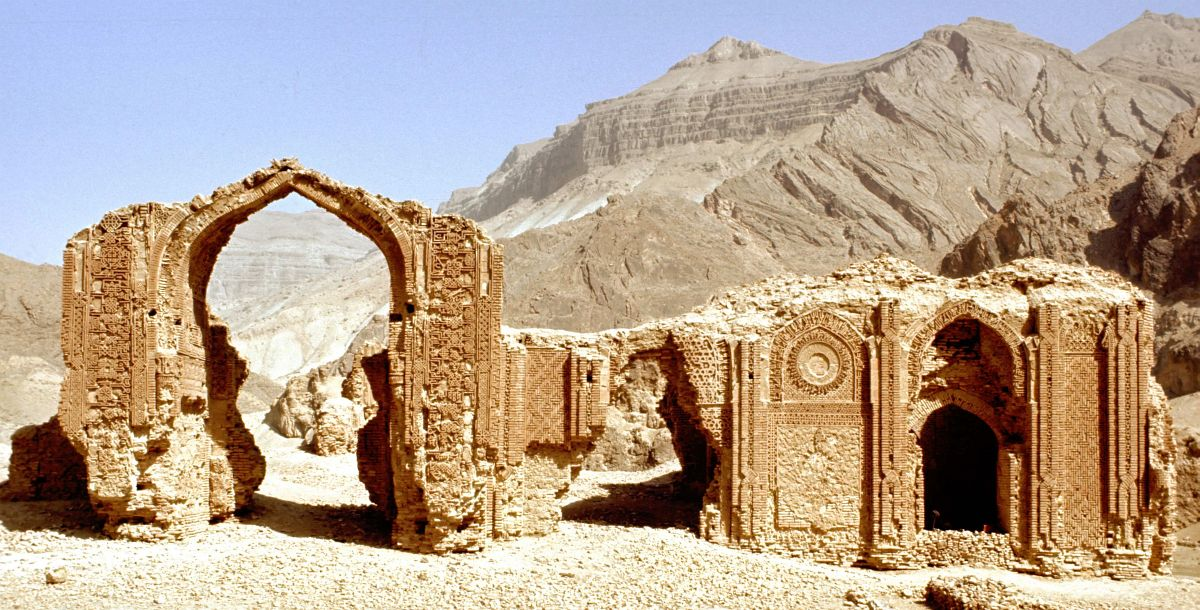
Ruines du Châh-é Machhad, datant de l'époque ghoride.

Cette province peu peuplée est caractérisée par ses collines et la rivière Murghab qui la traverse. Elle est isolée et peu développée.

## Population
Cette province est habitée par des sédentaires Tadjiks, Ouzbeks et Turkmènes, et des semi-nomades Pachtouns et Hazaras-Aimaks. Son gouverneur actuel est Enayatullah Enayat. Les sédentaires vivent sur les plateaux. L'habitat se caractérise par des maisons en pisé avec des toits en forme de dôme. Les nomades vivent dans des tentes.
La population de la province s'élevait à 499 393 habitants en juin 2007.

## Économie

Districts de la province de Badghis

La population vit de l'agriculture et de l'élevage et a été victime de la sécheresse à plusieurs reprises. Les principales cultures sont le blé, le sésame, le maïs, le millet, le melon et la pastèque. Le système d'irrigation traditionnel (les karez) est très endommagé.
L'élevage concerne les moutons, les chèvres et les ânes.
Des organisations non gouvernementales contribuent à des installations destinées à l'agriculture et aux loisirs locaux, comme à Senjetak.
De 2014 à 2018, quatre années de trop faibles précipitations ont miné l’agriculture dans la région de Badghis.

## Districts
Ab Kamari, Ghormach, Jawand, Muqur, Murghab, Qadis et Qala-i Nao.